# Danny Goffey
Daniel Goffey (Eton, Inglaterra, 7 de febrero de 1974) es un músico inglés, conocido por ser miembro de la banda Supergrass.

## Biografía
Empezó su carrera musical en Primary School con su banda, los Fallopian Tubes.
Varios años después, como batería de The Jennifers hizo un pacto con su compañero de banda, Gaz Coombes, por el que si la banda se separaba, ellos seguirían trabajando juntos. La banda se disolvió poco después.
En 1993, Coombes presentó a Danny a su compañero de trabajo Mick Quinn y ellos empezaron a ensayar juntos, con Danny en la percusión, formando Supergrass.
Danny es hijo de Chris Goffey, periodista de automovilismo y expresentador de Top Gear.
Danny actualmente vive en Londres con su esposa Pearl y sus hijos.